# A Bahama-szigetek az 1960. évi nyári olimpiai játékokon
A Bahama-szigetek az olaszországi Rómában megrendezett 1960. évi nyári olimpiai játékok egyik részt vevő nemzete volt. Az országot az olimpián 2 sportágban 13 sportoló képviselte, akik érmet nem szereztek.

## Atlétika
Férfi
| Versenyző    | Versenyszám | Előfutam | Előfutam | Negyeddöntő | Negyeddöntő | Elődöntő | Elődöntő | Döntő   | Döntő    |
| Versenyző    | Versenyszám | Idő      | Hely.    | Idő         | Hely.       | Idő      | Hely.    | Idő     | Helyezés |
| ------------ | ----------- | -------- | -------- | ----------- | ----------- | -------- | -------- | ------- | -------- |
| Tom Robinson | 100 m       | 10,5     | 1.       | 10,6        | 2.          | 10,5     | 5.       | kiesett | kiesett  |
| Tom Robinson | 200 m       | 21,4     | 2.       | 21,2        | 3.          | 21,5     | 5.       | kiesett | kiesett  |
| Hugh Bullard | 400 m       | 51,1     | 6.       | kiesett     | kiesett     | kiesett  | kiesett  | kiesett | kiesett  |

## Vitorlázás
Nyílt
| Versenyző                                    | Versenyszám     | Futam | Futam | Futam | Futam | Futam | Futam | Futam | Pontszám | Helyezés |
| Versenyző                                    | Versenyszám     | 1     | 2     | 3     | 4     | 5     | 6     | 7     | Pontszám | Helyezés |
| -------------------------------------------- | --------------- | ----- | ----- | ----- | ----- | ----- | ----- | ----- | -------- | -------- |
| Kenneth Albury                               | Finn dingi      | 566   | (183) | 604   | 946   | 1645  | 800   | 531   | 5092     | 8.       |
| Sloane Farrington Durward Knowles            | Csillaghajó     | 475   | 1516  | 1039  | (370) | 475   | 1039  | 738   | 5282     | 6.       |
| Godfrey Lightbourn Sigmund Pritchard         | Repülő hollandi | 416   | (101) | 194   | 250   | 177   | 250   | 212   | 1499     | 25.      |
| Basil Kelly George Ramsay Robert Symonette   | 5,5 méteres     | 535   | 266   | 338   | (204) | 602   | 1079  | 204   | 3024     | 8.       |
| Godfrey Kelly Maurice Kelly Percival Knowles | Sárkányhajó     | 277   | (210) | 302   | 302   | 629   | 418   | 231   | 2159     | 18.      |